# Бранко Стефановић Варади
Бранко Стефановић Варади (Земун — Земун, март или април 1872) био је српски глумац, књижевник и преводилац.

## Каријера
Стефановић се поред глуме бавио књижевношћу и био преводилац. Штампани су му радови Појезија и проза (Панчево 1871) и Беседа на парастосу српским мучеником и борцем, што су пали 1848. бранећи право и народност своју (Београд 1871). У рукопису му је остала изворна шаљива игра Два дуда и преводи шаљивих игара: Готован или Вештина како се до среће долази Фр. Милера и Увода у кући С. Шлезингера.
Био је члан Српског народног позоришта од краја 1868. до 10. новембра 1871. године, када се тешко разболео и вратио се у родни Земун. Играо је карактерне улоге и интриганте. Забележена је његова улога Надана у представи Максим Црнојевић.